# سگردکان
سگردکان یک منطقهٔ مسکونی در عراق است که در شهرستان کوی‌سنجق واقع شده‌است. سگردکان ۱٬۳۰۸ نفر جمعیت دارد.